# Independence (Kalifornien)
Independence ist ein census-designated place im Inyo County im US-Bundesstaat Kalifornien. Das U.S. Census Bureau hat bei der Volkszählung 2020 eine Einwohnerzahl von 593 ermittelt. Die Fläche des Ortes beläuft sich auf 10,4 km². Die Bevölkerungsdichte liegt bei 57 Einwohnern je km². Independence liegt im Owens Valley am Independence Creek, einem Zufluss des Owens Rivers.

## Geschichte
Seit Beginn der 1860er Jahre blieben viele Goldsucher auf dem Weg zu den Goldfeldern Kaliforniens im Owens Valley, deshalb wurde am 4. Juli 1862 am Oak Creek, 4 km nördlich des heutigen Ortes Independence, ein Außenposten der US-amerikanischen Armee eingerichtet, das Camp Independence. Nach diesem wurde Independence benannt. Als 1866 das Inyo Country eingerichtet wurde, wurde Independence zu ihrem Verwaltungssitz bestimmt.
In den 1940er Jahren wurde 10 km südlich des Ortskerns das Manzanar War Relocation Center, ein Internierungslager für Japaner und japanischstämmige Amerikaner im Rahmen der Internierung japanischstämmiger Amerikaner aus einer Sperrzone an der Westküste eingerichtet. Mitte 1943 wurde dort über 10.000 Menschen hinter Stacheldraht festgehalten. Über ihr Schicksal informieren sowohl die Gedenkstätte Manzanar National Historic Site als auch das Eastern California Museum in Independence.